# Albunea holthuisi
Albunea holthuisi is een tienpotigensoort uit de familie van de Albuneidae. De wetenschappelijke naam van de soort is voor het eerst geldig gepubliceerd in 1999 door Boyko & Harvey.